# Церква святого великомученика Димитрія (Самолусківці)
Церква святого великомученика Димитрія в Самолусківцях — парафія і храм греко-католицької громади Гусятинського деканату Бучацької єпархії Української греко-католицької церкви в селі Самолусківці Чортківського району Тернопільської области.
Оголошена пам'яткою архітектури місцевого значення (охоронний номер 1885).

## Історія церкви
У XVIII столітті парафія перейшла до унійної церкви. Вона мала дерев'яну церкву святого Димитрія, збудовану в 1770 році. У другій половині XIX століття звели нову кам'яну церкву, освячену в 1889 році, після чого стару дерев'яну розібрали.
Історія села тісно пов'язана з героїчним подвигом сестер Служебниць Згромадження Непорочної Діви Марії. Перша група сестер склала обіти 25 березня 1894 року, саме в розпал епідемії тифу та холери. Сестри самовіддано рятували людей, доглядаючи за хворими та їхніми родинами, за що їх почали називати «сестри-ангели». Як свідчив парох о. Ігнатій Юхнович, вони не лише доглядали за хворими, а й виконували всю домашню роботу.
До ліквідації УГКЦ у 1946 році сестри мали свою захоронку, засновану Стефаном і Анастасією Корнилами. Після її закриття сестри продовжували підпільну роботу до смерті останньої з них.
З ліквідацією УГКЦ парафіяльний храм припинив діяльність. У 1986 році він знову почав діяти, але в підпорядкуванні РПЦ. За бажанням громади, парафія повернулася в лоно УГКЦ 4 березня 1992 року. Після значних пошкоджень під час світових воєн, з 2008 року розпочалися ремонтні та реставраційні роботи. Єпископську візитацію здійснив владика Бучацької єпархії Іриней Білик.
На території парафії відновлено фігуру Святого великомученика Димитрія (2005), є фігура Святого Миколая та фігура Матері Божої із Дитятком Ісусом, освячена 23 листопада 2003 року.
При парафії діють спільнота «Сім'ї Найсвятішого Серця Ісусового» та Матері в молитві.

## Парохи
- о. Ігнатій Юхнович (1847—1898),
- о. Євгеній Дуткевич (1898—1899),
- о. Лука Шуст (1899—1905),
- о. Е. Красницький (1905—1908),
- о. Анатолій Палинський (1908),
- о. Іван Степаняк (1908—1909),
- о. Лев Ольшанський (1909—1925),
- о. Йосиф Дуплавий (1925—1944),
- о. Василь Войда (до 2007).